# Il trovatore
Le Trouvère
Pour les articles homonymes, voir Trouvère (homonymie).
Versions successives
- Le Trouvère, « grand opéra », livret d'Émilien Pacini, Opéra de Paris, 12 janvier 1857

Représentations notables
- 1855, Covent Garden, Londres
- 1855, New York
- 1883, Metropolitan Opera, New York

Personnages
- Manrico, le trouvère, fils présumé d'Azucena (Ténor dramatique ou lyrique)
- Le comte de Luna, noble du royaume d'Aragon (Baryton)
- Leonora, dame d'honneur de la princesse d'Aragon (Soprano lyrique ou dramatique)
- Azucena, gitane (Mezzo-soprano)
- Iñez, confidente de Leonora (Soprano)
- Ferrando, capitaine de la garde (Basse)
- Ruiz, soldat de la suite de Manrico (ténor) : Giuseppe Bazzoli
- Un vieux gitan (basse) : Raffaele Marconi
- Un messager (ténor) : Luigi Fani
- Compagnes de Leonora et religieuses, suite du comte, hommes d'armes, gitans et gitanes : (chœur)

Airs
- « Tacea la notte placida » (« La nuit silencieuse et paisible ») - Leonora (acte I)
- « Di tale amor che dirsi » (« Vainement d'un tel amour ») - Leonora (acte I)
- « Deserto sulla terra » (« Seul sur la terre ») - Manrico (acte I)
- « Coro di zigani » (« Chœur des gitans ») - Le chœur des gitans forgerons (acte II)
- « Stride la vampa » (« La flamme s'élève ») - Azucena (acte II)
- « Il balen del suo sorriso » (« Son sourire a l'éclat du matin ») - Luna (acte II)
- « Ah si ben mio ! » (« Ô toi mon seul espoir ») - Manrico (acte III)
- « Di quella pira » (« De ce bûcher ») - Manrico (acte III)
- « Ai nostri monti » (« Ah ! revoir nos montagnes ») - Manrico et Azucena (acte IV)
- « D'amor sull'ali rosee » (« Sur les ailes roses de l'amour ») - Leonora (acte IV)
- « Miserere » - Leonora, Manrico et chœur (acte IV)

Le Trouvère ou Il trovatore (en italien) est un opéra en quatre actes de Giuseppe Verdi, sur un livret de Salvatore Cammarano et Leone Emanuele Bardare, d'après le drame espagnol El Trovador (1836) d'Antonio García Gutiérrez. Il fut créé au Teatro Apollo de Rome le 19 janvier 1853, puis représenté à Paris, au Théâtre-Italien, dans sa version originale, le 23 décembre 1854.
En 1856, Verdi remania l'œuvre pour l'adapter à la forme du « grand opéra » exigée par l'Opéra de Paris, où elle fut représentée, le 12 janvier 1857, sous le titre Le Trouvère. Le livret avait été traduit en français par Émilien Pacini.
Ce chef-d'œuvre du maestro fait partie de ses œuvres les plus célèbres (avec en particulier son air d'opéra Le Chœur des gitans, acte 2 scène 1) et des opéras les plus représentés dans le monde.

## Genèse
On ne sait pas pourquoi Verdi s'est intéressé à la pièce d'Antonio García Gutiérrez.
En 1836, El Trovador, la seule pièce de cet auteur, connu avant tout pour ses traductions, remporta en Espagne un succès aussi immense que soudain. Verdi l'apprit et décida d'acheter un dictionnaire d'espagnol pour pouvoir en lire le texte avant même qu'elle ne soit adaptée pour un théâtre italien, ou même traduite. Il était en effet à la recherche d'idées depuis l'achèvement de Luisa Miller en 1849, et c'est avec résolution qu'il choisit le drame de Guttiérrez pour sujet de son nouvel opéra.
Il pria son librettiste Salvatore Cammarano – trop lent, selon lui – de se hâter, ignorant que la lenteur de son collaborateur était due à la maladie, dont il mourra en 1852. Un nouveau librettiste, le jeune Emanuele Bardare, sans doute plus docile, et qui avait déjà aidé Cammarano dans ses derniers mois, prend la relève.

## Création
L'opéra a été représenté pour la première fois au Teatro Apollo, à Rome, le 19 janvier 1853 où il « a commencé une marche victorieuse partout dans le monde de l'opéra ». Aujourd'hui, on le donne souvent ; c'est l'un des piliers du répertoire. Il apparaît à la 23e place sur la liste Operabase des opéras les plus représentés dans le monde.

### Interprètes de la création
- Manrico, le trouvère, fils présumé d'Azucena (Ténor lyrico-spinto) : Carlo Baucardé (primo tenore)
- Le comte de Luna, noble du royaume d'Aragon (Baryton) : Giovanni Guicciardi (primo baritono)
- Leonora, dame d'honneur de la princesse d'Aragon (Soprano lyrique ou dramatique) : Rosina Penco (prima donna, soprano)
- Azucena, gitane (Mezzo-soprano) : Emilia Goggi (prima donna, mezzosoprano)
- Iñez, confidente de Leonora (Soprano) : Francesca Quadri (seconda donna, soprano)
- Ferrando, capitaine de la garde (Basse) : Arcangelo Balderi (primo basso)
- Ruiz, soldat de la suite de Manrico (ténor) : Giuseppe Bazzoli (secondo tenore)
- Un vieux gitan (basse) : Raffaele Marconi (secondo basso)
- Un messager (ténor) : Luigi Fani (secondo tenore)
- Compagnes de Leonora et religieuses, suite du comte, hommes d'armes, gitans et gitanes : (chœur)
- Orchestre et chœurs du Teatro Apollo de Rome
- Maestro al cembalo : Giuseppe Verdi puis Eugenio Terziani
- Premier violon et directeur d’orchestre : Emilio Angelini
- Chef de chœur : Pietro Dolfi
- Directeur de scène : Giuseppe Cencetti
- Décors : Luigi Bazzani, Alessandro Prampolini et Antonio Fornari

## Représentations successives
L'immense popularité de l'opéra, avec quelque deux cent vingt-neuf productions à travers le monde au cours des trois années suivant la création, est illustrée par le fait qu'« à Naples, par exemple, l'opéra dans ses trois premières années a été onze fois mis en scène dans six théâtres et que les représentations ont totalisé cent quatre-vingt-dix séances ».

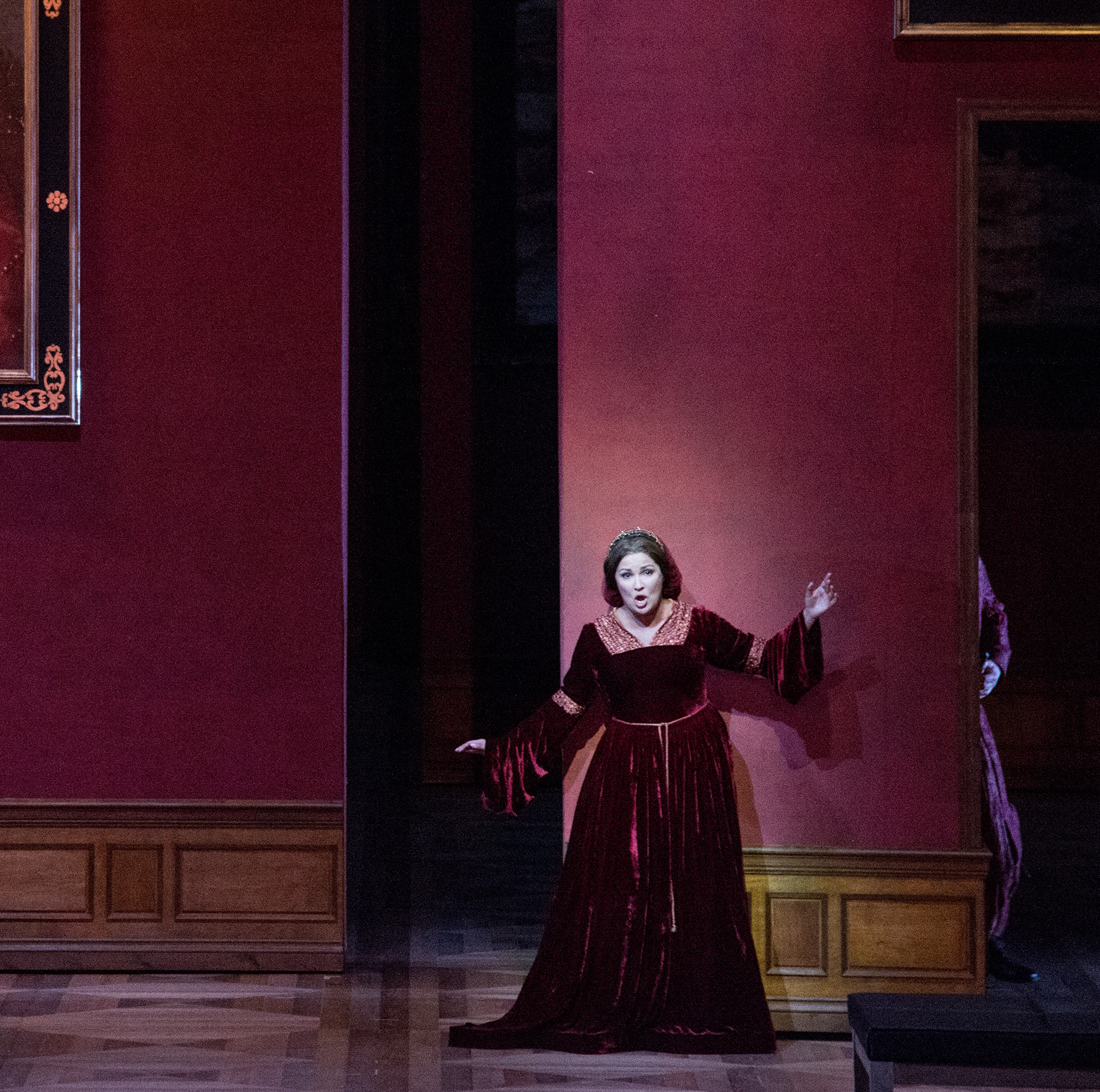
Anna Netrebko (Leonora) dans la version d'Alvis Hermanis au festival de Salzbourg en 2014.

L'opéra a d'abord été joué à Paris en italien le 23 décembre 1854 par le Théâtre-Italien à la salle Ventadour. La distribution comprenait Lodovico Graziani dans le rôle de Manrico et Adelaide Borghi-Mamo dans le rôle d'Azucena. Une version française traduite par Émilien Pacini et appelée Le Trouvère a d'abord été représentée à La Monnaie à Bruxelles le 20 mai 1856 et à l'Opéra de Paris à la Salle Le Peletier le 12 janvier 1857. L'empereur Napoléon III et l'impératrice Eugénie ont assisté à ce dernier spectacle. Verdi a apporté des modifications notables à la partition pour la première de la version française du Trouvère à la salle Le Peletier (ajout du ballet de l'acte III, modifications dans la partition pour le rôle d'Azucena, interprétée à cette occasion par Borghi-Mamo). Il a également prolongé le finale pour le public français. Certains de ces changements ont été repris dans des productions modernes en langue italienne.
Il trovatore a été représenté aux États-Unis pour la première fois le 2 mai 1855 à l'Académie de musique récemment ouverte à New York. La première britannique a eu lieu le 10 mai 1855 à Covent Garden à Londres.
Aujourd'hui, presque toutes les productions montent la version italienne de l'opéra (Rome, 1853). Seule exception notable : en 2002, la version française, Le Trouvère (Paris, 1857) a été montée à l'Opéra de Sarasota dans le cadre du « cycle Verdi » qui représente toutes les œuvres du compositeur, et dont la fin est prévue pour 2016.
De nombreuses représentations de Il trovatore sont données un peu partout dans le monde sur toutes les grandes places d'opéra et dans les festivals, et ce, plusieurs fois par an. Parmi les plus récentes, citons la mise en scène d'Olivier Py présentée à Munich en 2013, celle de Philipp Stölzl en 2013 au Staatsoper de Berlin, celle d'Alvis Hermanis présenté au festival de Salzbourg en 2014, celle d'Alex Ollé en 2016 à l'Opéra de Paris, celle de Clarac & Deloeuil à l'Opéra de Rouen en 2021.

## Argument

### Résumé de l'action
I. Le duel – 1 – Dans l'Espagne du Moyen Âge, la gitane Azucena a enlevé le fils du comte de Luna pour venger sa mère, que le vieux comte avait envoyée au bûcher. Elle l'a élevé comme son propre fils, sous le nom de Manrico.
2 – Au service d'Urgel et banni par le roi d'Aragon, Manrico tombe néanmoins amoureux de Leonora, dame d'honneur de la reine.
3 – Bravant le danger, Manrico essaie de la rencontrer au palais de l'Aljaferia, à Saragosse, sous le costume d'un trouvère ; mais il se heurte à un rival en la personne du jeune comte de Luna, qui a à peu près son âge.
4 & 5 – Se rencontrant dans le jardin, en présence du comte qui les épie, Leonora et Manrico sont victimes d'un quiproquo. Les deux hommes ressortent pour se battre en duel. (1er acte)
- Tacea la notte placida I, 2. Cavatine : Leonora avoue qu'elle aime le vaillant chevalier, qu'elle a reconnu sous ses fenêtres, habillé en trouvère. (La nuit tranquille est silencieuse)
- Tacea la notte I, 3. Romance : Le comte chante son amour pour Leonora ; il est témoin de la sérénade de Manrico sous la croisée entrouverte de Leonora. (La nuit est silencieuse)

II. La gitane – 1 – Devant le feu de camp des gitans, en Biscaye, Azucena revit avec horreur, en souvenir, le supplice de sa mère, brûlée vive sur ordre du vieux comte de Luna, et elle avoue l'échec de sa vengeance. En proie à un égarement subit, c'est son propre enfant qu'elle a jeté dans les restes du bûcher fumant. Elle fait jurer à Manrico qu'il vengera enfin sa mère, et sa grand-mère. Il obéit, et quand il émet des doutes sur sa propre origine, elle le rassure brièvement.
Un messager vient alors annoncer à Manrico que Leonora, croyant qu'il a été tué par le comte, veut se faire religieuse. Il se précipite pour l'en empêcher et il arrive à temps à la porte du couvent, où le comte se préparait à enlever Leonora, avant qu'elle ne prononce ses vœux. Manrico convainc sans peine Leonora de le suivre. (2e acte)
- Stride la vampa Récit d'Azucena : son projet de vengeance. (La flamme brille...)
- Il balen del suo sorriso Air : Le comte chante son amour pour Leonora qui ne veut pas de lui. (Son sourire radieux)

III. Le fils de la gitane – À la frontière de l'Aragon, à l'intérieur de la forteresse de Castellor, prise par Urgel mais assiégée par le comte de Luna, on prépare le mariage de Manrico et de Leonora. Au moment où leur union va être scellée, un messager vient annoncer qu'Azucena a été interpellée par le comte, sous les murs de la ville, qu'elle a été reconnue, et qu'elle est condamnée au bûcher pour crime d'enlèvement. La cérémonie du mariage est interrompue, et Manrico se précipite hors de la forteresse pour délivrer sa mère. (3e acte)
- Ah! sì, ben mio, coll'essere I, 6 Air : Manrico célèbre son amour pour Leonora. (Ô toi, Mon seul espoir! Sois inaccessible à la crainte!)
- Di quella pira l'orrendo foco Cabalette : Manrico appelle aux armes pour sauver sa mère du bûcher. (Supplice infâme, qui la réclame!)

IV. Le supplice – Fait prisonnier à son tour, Manrico est enfermé avec sa mère au donjon du palais de l'Aljaferia. Revenue discrètement au palais, Leonora propose au comte de l'épouser, à condition qu'il libère Manrico. Mais avant d'annoncer elle-même à Manrico qu'il peut partir, elle absorbe le poison qui lui permettra d'échapper à l'odieux mariage. Au mépris de son serment, le comte de Luna, dépité, donne l'ordre d'exécuter le proscrit, sous les yeux de sa mère. Satisfaite, Azucena annonce alors au comte de Luna qu'il vient de mettre à mort son propre frère. (4e acte)
- D'amor sull'ali rosee IV, 1 Cavatine : Leonora décide de mourir (Brise d'amour fidèle, Vers sa prison cruelle, Emporte sur ton aile, Les soupirs de mon cœur!)
- Miserere d'un'alma già vicina Miserere : Les moines accompagnent le condamné de leur chant funèbre, tandis que Leonora se désespère, et que Manrico lui répond depuis sa tour.
- Tu vedrai che amore in terra Cabalette : Leonora (Tu verras qu'il n'y eut jamais sur la terre d'amour plus fort...)
- Mira, di acerbe lagrime IV, 2 Duo : Leonora, le comte ; Leonora supplie Luna de libérer Manrico (À tes genoux je tombe en pleurs)
- Se m'ami ancor... Ai nostri monti IV, 3 Duettino (Azucena, Manrico) (La fatigue à la fin m'excède)
- Ti scosta... – Non respingermi... Finale, IV, 4: (Manrico, Leonora, le comte, Azucena) (Va-t'en! — Ne me chasse pas!)

### Détail de l'action
L'action se situe dans le Nord de l'Espagne, en partie en Biscaye et en partie dans l'Aragon du XVe siècle.

#### Prologue
Avant le lever du rideau, Ferrando, capitaine de la garde, narre au spectateur le contexte dans lequel l'opéra va se dérouler : le père du comte de Luna a eu deux fils d'un âge proche. Une nuit, on découvrit une gitane près du berceau du plus jeune des deux frères. On la chassa, mais l'enfant tomba malade peu après et on pensa qu'elle lui avait jeté un sort. Elle fut retrouvée et condamnée au bûcher.
La fille de la gitane, Azucena, décidée à venger sa mère, s'introduisit dans le château et s'empara du jeune enfant dans l'intention de le jeter lui aussi au bûcher. Mais elle fut prise d'un accès de folie et jeta au bûcher son propre enfant à la place de l'héritier. Elle éleva alors l'enfant de Luna comme son propre fils. Il prit le nom de Manrico.
Au début de l'opéra, Manrico est devenu adulte et trouvère, et Azucena est toujours décidée à exercer sa vengeance contre le comte de Luna à travers Manrico.

#### Acte I:Il duello(le duel)
Le palais d'Aliaferia en Aragon. Le comte de Luna, amoureux éconduit de Leonora, ordonne à ses hommes de saisir un troubadour qui chante sous les fenêtres de sa bien-aimée.
Dans les jardins du palais, Leonora confie à Iñez son amour pour un vaillant chevalier vainqueur d'un tournoi. Elle sait que celui-ci partage son amour, car elle a entendu son trouvère chanter une sérénade sous ses fenêtres.
Alerté par le chant du trouvère qu'il entend au loin, le comte de Luna sort du palais pour livrer un duel avec lui. Leonora l'entend aussi, et se précipite au dehors. Elle tombe sur les deux hommes qui déjà ont commencé à croiser le fer. Leonora s'évanouit.

#### Acte II:La gitana(la gitane)

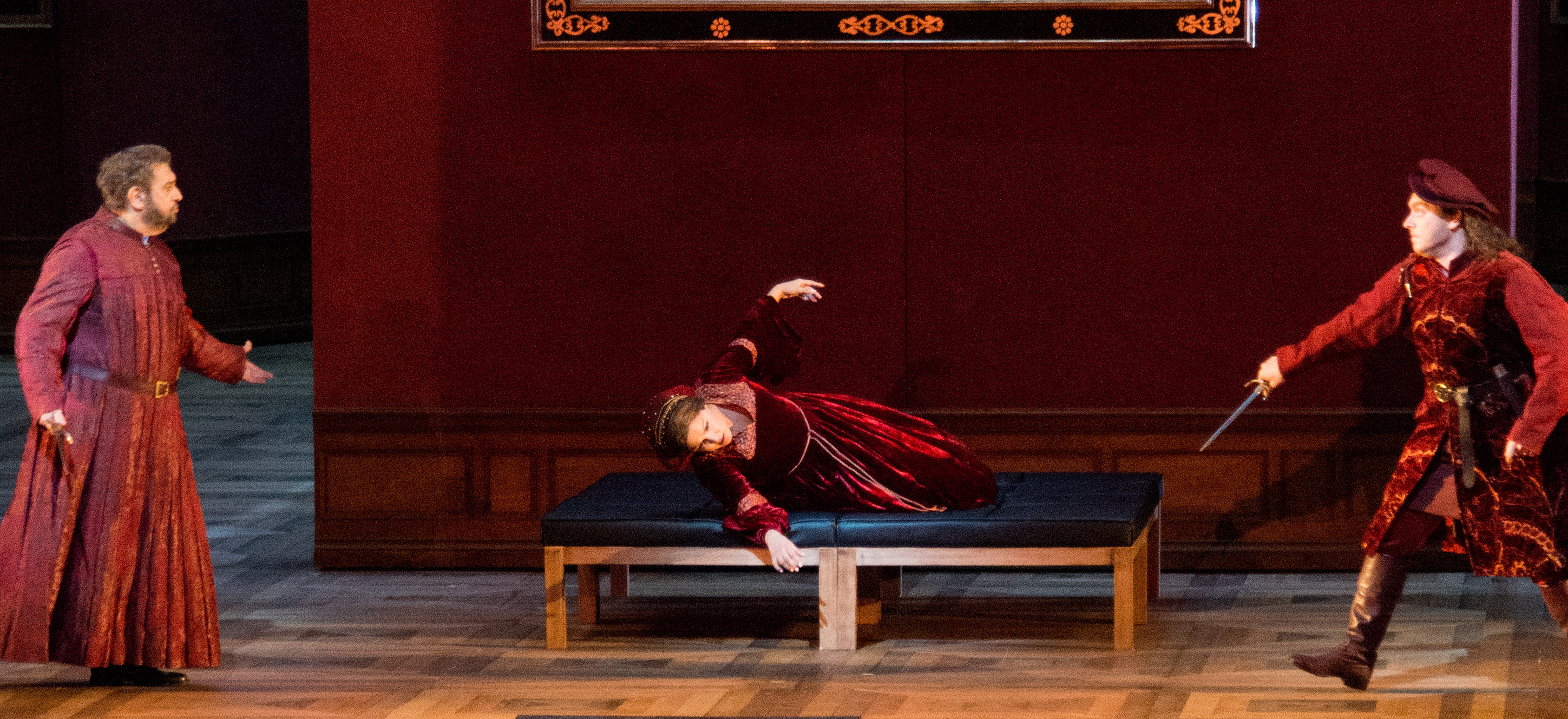
Plácido Domingo (le comte de Luna), Anna Netrebko (Leonora), et Francesco Meli (Manrico), au Festival de Salzbourg en Autriche.

Dans le camp des gitans, Azucena et Manrico sont assis autour du feu. Elle raconte avec passion ses souvenirs et ses haines, et comment sa mère a été tuée. « Venge-moi » dit-elle à Manrico, qui se demande s'il est bien son fils. Elle le rassure et lui jure son amour de mère.
Elle rappelle à son fils comment, engagé dans une bataille contre les troupes d'Aragon, il a épargné la vie du comte de Luna, qu'il tenait pourtant entre ses mains. Il lui répond avoir entendu une voix venue du ciel, le suppliant d'épargner la vie du comte. Un messager vient annoncer à Manrico que Leonora, le croyant mort, s'est cloîtrée dans un couvent.
Dans le couvent, le comte et ses hommes viennent enlever Leonora avant qu'elle prononce ses vœux. Il lui chante son amour pour elle (Il balen del suo sorriso). Manrico et ses hommes, venus sauver Leonora, apparaissent alors dans le couvent, et s'opposent aux hommes du comte.

#### Acte III:Il figlio della zingara(le fils de la gitane)
Manrico est parvenu à mettre Leonora en lieu sûr dans son camp de Castellor. Le comte de Luna et ses hommes font le siège du camp. Ils capturent une bohémienne qui rôdait alentour. C'est Azucena. Ferrando reconnaît la femme qui avait autrefois jeté le deuxième fils de Luna dans le bûcher. Pour se défendre, elle appelle au secours Manrico, en criant qu'il est son fils. Le comte la condamne au bûcher.
Dans la forteresse de Castellor, Manrico et Leonora se préparent à être unis par le mariage. Au moment où leur union va être conclue, un messager arrive et annonce la capture d'Azucena et sa condamnation au bûcher. Manrico réunit ses hommes et se précipite hors de la forteresse.

#### Acte IV:Il supplizio(le supplice)
Manrico échoue dans sa tentative de sauver sa mère. Il est capturé lui aussi, et la mère et le fils sont retenus prisonniers dans le donjon du palais d'Aliaferia. Leonora, revenue au palais, échafaude un plan désespéré pour sauver Manrico. Elle propose au comte de Luna de l'épouser à condition qu'il rende sa liberté à Manrico. Le comte accepte son marché. Mais il ne sait pas que sa bague contient un poison qu'elle est décidée à absorber dès que son amant sera libéré. Ainsi elle échappera à cette union qu'elle refuse.
En se rendant au donjon où sont emprisonnés Manrico et Azucena, Leonora absorbe son poison. Elle pénètre dans la cellule et presse Manrico de partir. Mais il comprend que celle-ci a payé sa liberté au prix fort, quand il voit le poison produire ses premiers effets. Le comte arrive et trouve Leonora morte dans les bras de Manrico.
Il ordonne que Manrico soit condamné à mort, et oblige Azucena à assister à l'exécution. Une fois le travail du bourreau achevé, elle révèle au comte que Manrico était son propre frère en s'écriant « Tu es vengée, ô ma mère ! ».

## Orchestration
La partition est composée pour l'effectif orchestral standard (à cette époque et au-delà), comprenant deux flûtes (dont un piccolo), deux hautbois, deux clarinettes, deux bassons, quatre cors, deux trompettes, deux trombones, un trombone basse, un cimbasso, des timbales, une grosse caisse, un triangle, violons, altos, violoncelles et contrebasses.
Elle inclut toutefois des marteaux sur enclumes (à l'entrée du deuxième acte) et un orgue (au troisième acte), ainsi que des instruments de scène : cloches, tambour, harpe, cor.

## Réutilisation musicale
- 1861 : Johan Strauss II compose le quadrille Neue Melodien-Quadrille à partir, entre autres, de motifs de l'opéra.
- 1943 : l'air d'opéra Le Chœur des gitans (acte 2 scène 1) est repris et adapté avec succès en version instrumentale swing-jazz « Anvil Choris » par le big band américain de Glenn Miller, chez Bluebird Records[13].

## Au cinéma
- 1929 : Noix de coco, film musical comique américain des Marx Brothers.

### Sources et bibliographie
- Istituto nazionale di studi verdiani
- Tout Verdi sous la direction de Bertrand Dermoncourt, Robert Laffont, coll. « Bouquins », 2013.
- Patrick Favre-Tissot-Bonvoisin, Giuseppe Verdi, Bleu Nuit Éditeur, Paris, 2013  (ISBN 978-2-35884-022-4)
- Jean Cabourg, Michel Orcel, Bruno Poindefert, Elisabeth Giuliani, Gilles de Van, Eloi Recoing, Jean Cabourg, Elisabetta Soldini, Il trovatore dans L'Avant-Scène Opéra, Éditions Premières Loges, Paris, 2003, 146 p.  (ISBN 2-84385-228-5)
- Gilles de Van, Il trovatore dans Guide des opéras de Verdi, Jean Cabourg, directeur de la publication Fayard, collection Les indispensables de la musique, Paris, 1990, p. 457–524  (ISBN 2-213-02409-X)
- Gustav Kobbé, Il trovatore, dans Tout l'opéra, de Monteverdi à nos jours (Kobbé), Robert Laffont, coll. « Bouquins », 1993, p.-387–391  (ISBN 2-221-07131-X)
- Piotr Kaminski, Il trovatore, dans Mille et un opéras, Fayard, collection Les indispensables de la musique, Paris, 2004, p.-1598–1601  (ISBN 978-2-213-60017-8)

### Discographie sélective
- 1952 : Renato Cellini - Robert Shaw Chorale, RCA Orchestra - Jussi Björling (Manrico), Zinka Milanov (Leonora), Leonard Warren (Luna), Fedora Barbieri (Azucena) - RCA Victor
- 1956 : Herbert von Karajan - Chœur et orchestre de la Scala de Milan) - Giuseppe di Stefano (Manrico), Maria Callas (Leonora), Rolando Panerai (Luna), Fedora Barbieri (Azucena) - EMI.
- 1956 : Alberto Erede - Chœur et orchestre du Grand Théâtre de Genève - Mario del Monaco (Manrico), Renata Tebaldi (Leonora), Ugo Savarese (Luna), Giulietta Simionato (Azucena) - Decca.
- 1957 : Fernando Previtali - Chœur et orchestre de la RAI de Milan - Mario del Monaco (Manrico), Leyla Gencer (Leonora), Ettore Bastianini (Luna), Fedora Barbieri (Azucena) - VHS/DVD
- 1962 : Herbert von Karajan - Chœur de l'Opéra de Vienne et orchestre philharmonique de Vienne - Franco Corelli (Manrico), Leontyne Price (Leonora), Ettore Bastianini (Luna), Giulietta Simionato (Azucena) - enregistrement pris sur le vif au Festival de Salzbourg - Deutsche Grammophon.
- 1962 : Tullio Serafin - Chœur et orchestre de La Scala de Milan - Carlo Bergonzi (Manrico), Antonietta Stella (Leonora), Ettore Bastianini (Luna), Fiorenza Cossotto (Azucena) - Deutsche Grammophon.
- 1964 : Thomas Schippers - Chœur et orchestre de l'Opéra de Rome - Franco Corelli (Manrico), Gabriella Tucci (Leonora), Robert Merrill (Luna), Giulietta Simionato (Azucena) - EMI
- 1969 : Zubin Mehta - New Philharmonia Orchestra), Placido Domingo (Manrico), Leontyne Price (Leonora), Sherill Milnes (Luna), Fiorenza Cossotto (Azucena) - RCA.
- 1971 : Zubin Mehta - Chœur et orchestre du Metropolitan Opera de New York - Richard Tucker (Manrico), Martina Arroyo (Leonora), Mario Sereni (Luna), Shirley Verrett (Azucena). Enregistrement pris sur le vif.
- 1978 : Herbert von Karajan - Berliner Philharmoniker - Franco Bonisolli (Manrico), Leontyne Price (Leonora), Piero Cappuccilli (Luna), Elena Obraztsova (Azucena) - EMI
- 1981 : Colin Davis - Chœur et orchestre du Royal Opera House - José Carreras (Manrico), Katia Ricciarelli (Leonora), Yuri Masurok (Luna), Stefania Toczyska (Azucena) - Philips
- 1984 : Carlo Maria Giulini - Chœur et Orchestre de l'Académie nationale Sainte-Cécile - Placido Domingo (Manrico), Rosalind Plowright (Leonora), Giorgio Zancanaro (Luna), Brigitte Fassbaender (Azucena) - Deutsche Grammophon
- 1999 : Marco Guidarini - Warren Mok (Manrico), Iano Tamar (Leonora), Nikola Mijalovic (Luna), Sylvie Brunet (Azucena). Version de Paris en français (1857), enregistrée au festival de Martina Franca en août 1998.
- 2002 : Antonio Pappano - London Symphony Orchestra - Roberto Alagna (Manrico), Angela Gheorghiu (Leonora), Thomas Hampson (Luna), Larissa Diadkova (Azucena) - EMI.
- 2007 : Gianandrea Noseda - Orchestre national de France - Roberto Alagna (Manrico), Susan Neves (Leonora), Seng-Hyoun Ko (Luna), Mzia Nioradze (Azucena). Enregistrement pris sur le vif aux Chorégies d'Orange.